# Metallata blandita
Metallata blandita là một loài bướm đêm trong họ Erebidae.